# Apparatchik
Apparatchik (em russo: аппара́тчик, AFI: [ɐpɐˈratɕɪk], plural apparatchiki) é um termo coloquial russo que designa um funcionário em tempo integral do Partido Comunista da União Soviética ou dos governos liderado por este partido, ou seja, um agente do "aparato" governamental ou partidário que ocupa qualquer cargo de responsabilidade burocrática ou política (com exceção dos cargos administrativos superiores, já que o sufixo -chik no fim da palavra indica uma forma diminutiva). Já foi descrito como "um homem [capaz] não de grandes planos, mas de cem detalhes cuidadosamente executados". Frequentemente é considerado um termo pejorativo.
Membros do apparat frequentemente eram transferidos entre diferentes áreas de responsabilidade, quase sempre com pouco ou nenhum treinamento relacionado a estas novas áreas. Assim, o termo appartachik ou "agente do aparato" funcionava como a melhor descrição possível da profissão e ocupação do indivíduo.
Nem todos os apparatchiks ocupavam cargos vitalícios, e a maioria apenas assumia tais cargos na meia-idade.
Atualmente o termo é utilizado em contextos distintos da União Soviética; por exemplo, pode ser usado para descrever pessoas que tenham sido indicadas para um determinado cargo, em qualquer governo, com base em sua lealdade ideológica ou política e não por sua competência, ou até mesmo alguém que se dedica cegamente a uma causa.

## Ampliação do uso noutros idiomas
O termo apparatschik está sendo utilizado em artigos além da União Soviética. É empregado aonde estados ditatoriais usam empregados do partido único para ocupar cargos de poder em escalões intermediários seja em órgãos públicos, empresas estatais, com o objetivo de manter domínio no poder. Um exemplo é na Venezuela descrito emVerhelfen Sozialisten dem Imperialismus zum Durchbruch? onde cita o vice-presidente Aristóbulo Istúriz.